# La Loi de Lynch (film)
Pour l’article homonyme, voir La Loi de Lynch.
La Loi de Lynch (titre original : This Day and Age) est un film américain réalisé par Cecil B. DeMille et sorti en 1933.

## Synopsis
Un groupe de jeunes lycéens décident de rendre justice à un chef de gang vicieux.

## Fiche technique
- Titre original : This Day and Age
- Réalisation : Cecil B. DeMille
- Scénario : Bartlett Cormack
- Photographie : J. Peverell Marley
- Montage : Anne Bauchens
- Durée : 86 minutes
- Lieu de tournage : Paramount Studios
- Dates de sortie :
  - États-Unis : 25 août 1933
  - France : 22 décembre 1933

## Distribution
- Charles Bickford : Louis Garrett
- Richard Cromwell : Steve Smith
- Judith Allen : Gay Merrick
- Harry Green : Herman
- Bradley Page : Toledo
- Edward J. Nugent : Don Merrick
- Ben Alexander : Morry Dover
- Lester Arnold : Sam Weber
- Michael Stuart : Billy Gordon
- Oscar Rudolph : Gus Ruffo
- Mickey Daniels : Mosher
- Fuzzy Knight : Max
- George Barbier : Juge Maguire
- Charles B. Middleton : Procureur de district
- Warner Richmond : Avocat de la défense
- Samuel S. Hinds : Le maire
- Howard Lang : Le rédacteur en chef
- Onest Conley : George Harris
- Horace Hahn : Le président du corps étudiant
- John Carradine : Assistant principal Abernathy
- Louise Carter : Grace Smith
- John Larkin : Habitant de Shoeshine